# Peter Weiss
Peter Ulrich Weiss - com a pseudònim, Sinclair - (nascut el 8 de novembre de 1916 a Neubabelsberg bei Berlín; mort el 10 de maig de 1982 a Estocolm, Suècia) fou un escriptor, pintor i il·lustrador alemany.
Pertanyé a una família d'origen jueu, convertida al catolicisme i integrada a Alemanya. El 1935 hagué de fugir cap a Anglaterra. A Londres va anar durant un cert temps a l'Escola Politècnica de Fotografia. Entre 1935 i 1938 estudià a l'Acadèmia de Belles Arts de Praga, obtenint-hi un premi amb el seu quadre "Gartenkonzert". Posteriorment va residir per un curt temps a Montagnola, Suïssa, a casa de Hermann Hesse, amic de la família.
A partir de 1939 s'estableix a Suècia, i rep la nacionalitat sueca el 1946. El 1966 rep el premi Heinrich Mann de l'Acadèmia Alemanya de les Arts a Berlín Est (RDA).
Peter Weiss obtingué un gran renom com a autor i escriptor narracions com a Der Schatten des Körpers des Kutschers (L'ombra del cos del cotxer), textos autobiogràfics com a Abschied von den Eltern (Comiat dels pares) Fluchtpunkt (Punt de fuga) i obres de teatre compromeses com a Marat/Sade o Die Ermittlung (obra de teatre documental amb la temàtica de la xoà al rerefons), així com la seva trilogia Die Ästhetik des Widerstands (L'estètica de la resistència).
Les seves narracions es caracteritzen per un estil meticulós, amb unes descripcions d'una precisió gairebé microscòpica, com en Der Schatten des Körpers des Kutschers (L'ombra del cos del cotxer) de 1960, breu novel·la escrita amb una prosa analítica i repetitiva, presentada en forma de monòleg, que fa absurda i fragmentària la realitat mitjançant l'acumulació de dades escrupolosament exactes. Aquesta obra va exercir una influència decisiva en la literatura alemanya de l'època.
Més tard, la seva obra literària continuà amb obres autobiogràfiques, com Abschied von der Eltern (Adéu als pares) de 1961 i Fluchtpunkt (Punt de fugida) de 1962. De 1963 és la seva narració Gespräch von drei wanderlustig (Conversa dels tres que caminen), que adopta un procediment semblant a la seva primera obra.
Es dedicà també a la narrativa i al teatre, i esdevingué aviat un autor compromès i de to polèmic, amb obres d'una forta crítica contra les dictadures, com ara Die Verfolgung und Ermordung Jean Paul Marats, dargestellt durch die Schauspielgruppe des Hospizes zu Charenton unter Anleitung des Herrn de Sade (La persecució i assassinat de Jean Paul Marat, representat pel grup teatral de l'hospici de Charenton, sota la direcció del senyor de Sade) de 1964, estrenada el 1966, i més coneguda pel títol abreujat de Marat-Sade, la més reeixida de la qual, Peter Brook feu una versió cinematogràfica el 1966.
Weiss destacà també per les seves actituds radicals enfront dels esdeveniments contemporanis (la guerra del Vietnam, la dictadura franquista, etc), denunciant tota forma d'opressió contra la dignitat i la llibertat de l'home.
De la seva producció cal assenyalar Urwürdigkeit (La indignació) de 1965, teatralizació sobre els judicis d'Auschwitz, Gesang vom lusitanischen Popanz (Cançó del fantotxe lusità) de 1967, una denúncia sobre la política colonial portuguesa, Ausstellung Vietnam (Discurs sobre Vietnam) de 1968, i Hölderlin de 1971, interpretació polititzada de la vida del poeta.
Feu també una adaptació per al teatre de Der Prozess (1975) de F. Kafka, i entre el 1975 i el 1980 publicà la novel·la Die Ästhetik des Widerstands (L'estètica de la resistència), una aproximació a la novela-assaig, on reconstrueix la vida d'un obrer alemany a través de la seva evolució intel·lectual i ideològica. El 1981 publica Notizbücher 1971-1980 (Quaderns d'apunts 1971-1980), sobre la seva gènesi, que és una mena d'autobiografia imaginària.
El 1982 li fou concedit, a títol pòstum, el premi George Buechner.